# Струтинський Михайло
Михайло Струтинський (3 грудня 1888, Підмихайля — 23 червня 1941, Львів) — український громадсько-політичний діяч та журналіст, член спершу Української Національно-Демократичної Партії, з 1919 — Української Народної Трудової Партії (з 1922 її секретар), з 1925 — Українського національно-демократичного об'єднання (УНДО). Чоловік Марії Струтинської.

## Біографія
Народився у селі Підмихайлі Калуського повіту (Галичина, тепер Калуського району Івано-Франківської області, Україна).
В часи ЗУНРу був редактором тижневика адміністрації Калуського повіту «Голос Калуша».
В 1928—1930 роках — посол від УНДО до польського сейму.
Струтинський був співредактором і редактором численних газет і журналів:
- «Шляхи» (1913), «Свобода», «Република» (1919) — всі у Станиславові;
- «Життя й Мистецтво» (1920), «Український Вісник» (1921), «Діло» (1923), «Наш Прапор» (1924), «Рідна Школа» (1927) — всі у Львові;
- «Український Голос» (1927) у Перемишлі і (1930 — 1939).

Співредактор щоденника «Новий Час» та співробітник низки інших. Вбитий більшовиками у червні 1941 у Львові.
Дружиною Михайла Струтинського була українська письменниця, журналістка, активістка Союзу українок Марія Струтинська.

## Пам'ять
1961 року в місті Косів Івано-Франківської області заснований Музей народної творчості Михайла Струтинського.